# Wielkie Oczy (gemeente)
De gemeente Wielkie Oczy is een landgemeente in het Poolse woiwodschap Subkarpaten, in powiat Lubaczowski. Sąsiaduje z Ukrainą.
De zetel van de gemeente is in Wielkie Oczy.
Op 30 juni 2004 telde de gemeente 3916 inwoners.

## Oppervlakte gegevens
In 2002 bedroeg de totale oppervlakte van gemeente Wielkie Oczy 146,49 km², waarvan:
- agrarisch gebied: 44%
- bossen: 45%

De gemeente beslaat 11,2% van de totale oppervlakte van de powiat.

## Demografie
Stand op 30 juni 2004:
| Omschrijving                   | Totaal | Totaal | Vrouwen | Vrouwen | Mannen | Mannen |
| ------------------------------ | ------ | ------ | ------- | ------- | ------ | ------ |
| eenheid                        | aantal | %      | aantal  | %       | aantal | %      |
| inwoners                       | 3916   | 100    | 1989    | 50,8    | 1927   | 49,2   |
| bevolkingsdichtheid (inw./km²) | 26,7   | 26,7   | 13,6    | 13,6    | 13,2   | 13,2   |

In 2002 bedroeg het gemiddelde inkomen per inwoner 1211,59 zł.

## Administratieve plaatsen (sołectwo)
Bihale, Kobylnica Ruska, Kobylnica Wołoska, Łukawiec, Majdan Lipowiecki, Potok Jaworowski, Skolin, Wielkie Oczy, Wólka Żmijowska, Żmijowiska.

## Overige plaatsen
Chrycki, Czaplaki, Czopy, Dumy, Gieregi, Glinki, Horysznie, Mielnik, Niwa, Podłazy, Romanki, Rotyska, Sople, Szczeble, Tarnawskie, Ulica, Wola, Zagrobla.